# Trébons-sur-la-Grasse
Trébons-sur-la-Grasse település Franciaországban, Haute-Garonne megyében. Lakosainak száma 493 fő (2022. január 1.). Trébons-sur-la-Grasse Varennes, Cessales, Mauremont, Montgaillard-Lauragais, Saint-Germier, Saint-Vincent és Vallègue községekkel határos.

## Népesség
A település népessége az elmúlt években az alábbi módon változott:
| Lakosok száma | 181  | 204  | 249  | 375  | 449  | 450  | 450  | 475  | 470  | 493  |
|               | 1968 | 1982 | 1990 | 2006 | 2013 | 2015 | 2017 | 2019 | 2020 | 2022 |